# Sumio Kobayashi
Sumio Kobayashi (jap. 小林 純生, Kobayashi Sumio; geboren am 29. Dezember 1982 in Komono, Mie, Mie, Japan) ist ein japanischer Komponist der zeitgenössischen Musik.

## Biographie
Kobayashi studierte an der Hitotsubashi-Universität. Seit 1985 absolvierte er eine klassische Ausbildung in Musik mit den Schwerpunkten Klavier und Solfeggio. Zu seinen Lehrern gehörte Jōji Yuasa. Bei folgenden Wettbewerben und Festivals gewann er verschiedene Preise: I.C.O.M.S. 29th International Composition Contest (Italy), Toru Takemitsu Composition Award (Japan), Concours International de Musique de Festival Casals (Frankreich), Gyeongsangnam-do Special Prize am Isang Yun Prize (Korea), Pablo Casals International Composition Competition und International Composers’ Competition of the European Capital of Culture Wrocław 2016.
Kobayashi nahm an verschiedenen Festivals teil, wie dem Takefu International Music Festival, dem Tongyeong International Music Festival und an den Weimarer Frühjahrstage für zeitgenössische Musik.

## Auszeichnungen
- 2009 Finalist bei The Music Competition of Japan, Japan
- 2011 I.C.O.M.S 29th International Composition Contest (2. Platz), Italien
- 2011 Gyeongsangnam-do Special Price (2. Platz), Isang Yun Prize, Südkorea
- 2012 Mullord Award, The fourth annual Alvarez Chamber Orchestra International Composition Competition, England
- 2013 Toru Takemistu Composition Award[5] (2. Platz), Japan
- 2015 6ème Concours International de Musique du Festival Pablo Casals[6] (2. Platz), Frankreich
- 2016 International Composers’ Competition of the European Capital of Culture[7] (1. Platz), Polen

## Werke
- 2013 A Silver Note of Perfumed Moon
- 2014 Sounds from the Forests are